# Негритянка (картина Билинской)
Негритянка (1884) — картина польской художницы украинского происхождения Анны Билинской.

## История создания
Сейчас важно обозначить точную дату создания картины.
Единственное, на основании письма к жениху Войцеха Грабовского от 9 октября 1884 года, который сохранился, можно предполагать, что это было ещё перед получением сообщения о смерти подруги Клементины Красовской в октябре 1884 года.
Художница в нём пишет:
 ... Представь себе, Господин, в каких я заботах: не знаю, что делать в Салоне. Имею достаточно тем и эскизов, но Жулиан, директор Академии, хочет чтобы это была оригинальная тема и, безусловно, интересная местной публике, что-то, чтобы привлекло всеобщее внимание, при этом, чтобы все было сделано с натуры...
Приведенная цитата может касаться замысла по «Негритянке», новой для Билинской темы. В французской живописи мотив экзотического тела был основан в XVIII веке, когда было желание с колониальными намерениями ассимилировать захваченные африканские и восточно-азиатские земли.
Изображение напоминает созданный за 80 лет до этого «Портрет негритянки» Бенуа (фр.  Marie-Guillemine Benoist)(1768—1826), ученицы Элизабет Виже-Лебрен, который стал символом эмансипации женщин и борьбы за права человека, темы очень актуальной в колониальной Франции XIX века.

## Описание
Обнаженное, ничем не стянутое тело, связанные платком волосы, источник света за головой — словно солнце освещает изображение и отражается бликами в золотой бижутерии — все это делает портрет излучающим тепло.
«Негритянка» нарисована тонко нанесенными красками по окрашенному фону.
«Негритянка» вписывается в модный в конце XIX века ряд попыток изображения портретных этнических типов разных рас и народностей.
Изображение было создано в мастерской, о чём свидетельствует положение изображенной и смутный фон. Билинская в картинах этого периода использовала нетипичное кадрирование фигуры.

## Отзывы прессы
... «Негритянка» художницы Билинской изображена в чрезвычайно соблазнительных тонах, толстые и чувственные губы имеют колорит окровавленной ягоды ... Это свидетельство большого таланта художника ...  
 Билинская «овладела утонченной элегантностью кисти», ее реалистичные портреты выполнены с «исключительным вкусом»; имеют основательную композицию, тщательный рисунок, гармонию цветов с богатой и выразительной палитрой красок, яркость тонов усиливается мягким освещением .

## Судьба картины
После показа 1888 года в Лондоне свидетельств о представлении картины широкой публике не имеется. Вполне возможно, картина была перевезена в Варшаву после закрытия мастерской Анны в Париже. Вероятно, в 1926 — (1927) году через магазин антиквариата ней завладел известный в Польше коллекционер Доминик Ветки-Ежевськи (пол.  Dominik Witke-Jeżewski), который был поклонником картин Билинской и, кроме этого, выкупил также картину «Голова Серба» и несколько других картин. 21 августа 1933 года коллекционер передал «негритянку» на хранение в Национальный музей (Варшава). В июне 1939 года Национальный музей (Варшава) выкупил картину за 700 злотых.
В период Второй мировой войны картина исчезла и была занесена в список утраченных. Появилась на аукционе только через 60 лет после исчезновения. Почти десятилетнее исследование картины подтвердило её подлинность и 21 марта 2012 года она вернулась в Национальный музей (Варшава).